# Ryska federationens konstitution

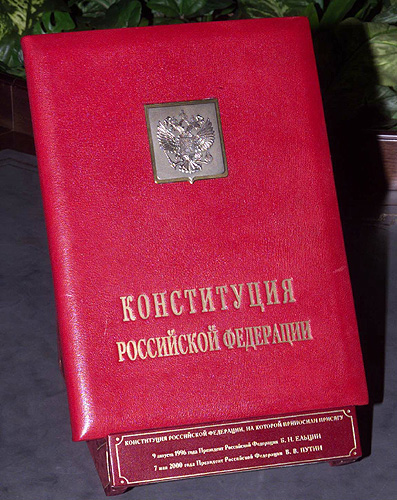
Ratifikation: 12 december 1993.
Signerat: Ryska federationens medborgare

Ryska federationens konstitution (ryska: Конституция Российской Федерации) blev formellt underskriven den 12 december, 1993. Rysslands konstitution trädde officiellt i kraft den 25 december, 1993. Vid publikationen av konstitutionen så avsades den tidigare Sovjetiska konstitutionen från 12 april, 1978 av den Ryska socialistiska federativa sovjetrepubliken. 
Av alla registrerade väljare, 58,187,755 stycken (eller 54,8%), gav 32 937 630 personer (54,5%) sitt godkännande till denna konstitution.

## Struktur
Konstitutionen är uppdelad i två delar och en preambel. I preamblet står det att det ryska folket som bor i Ryssland i den moderna världen, går med på följande konstitution: fasta demokratiska och humana värderingar. Första delen av konstitutionen är uppdelad i 9 kapitel och 137 artiklar, som är kopplade till politiken, samhället, rättsväsendet, ekonomin, det sociala, de mänskliga rättigheterna, den federativa enheten och den offentliga sektorn, men dessutom korrigeringar och rättningar i konstitutionen i den Ryska federationen. Andra delen innehåller de slutgiltiga- och övergångs- ställningar, samt de kontinuerliga och stabiliserande konstitutionella normerna. 

### Del I
- Kapitel 1: Det konstitutionella systemets fundament. (Artikel 1-16)
- Kapitel 2: De medborgerliga och mänskliga rättigheterna. (Artikel 17-64)
- Kapitel 3: Federativa systemet. (Artikel 65-79)
- Kapitel 4: Ryska federationens President. (Artikel 80-93)
- Kapitel 5: Federala församlingen. (Artikel 94-109)
- Kapitel 6: Ryska federationens regering. (Artikel 110-117)
- Kapitel 7: Dömande makt. (Artikel 118-129)
- Kapitel 8: Kommunala makten. (Artikel 130-133)
- Kapitel 9: Konstitutionens korrigeringar och rättningar. (Artikel 134-137)

### Del II
- Slutgiltiga- och övergångs- ställningar.

## Skillnader mot 1978 års konstitution
- Övergivande av det Sovjetiska systemet.
- Ryssland blev en federation.
- Ryska presidentens längd vid makten minskades från 5 till 4 år (2008 ökades längden vid makten till 6 år).
- Minskning av tillåtna ålder för att vara president.
- Bildandet av Ryska federationens federala församling.
- Ändring av texten som används när en ny President installeras.
- Omdöpning av ett flertal subjekt i Rysslands administrativa indelning (mellan 1996 och 2003 döptes 5 subjekt namn)
- Sovjetunionens konstitution från 1977 slutade att verka inom det ryska territoriet.

## Konstitutionella förändringar 2020
Under 2020 så genomfördes en mängd förändringar av den ryska konstitutionen efter att ha röstats igenom i en folkomröstning. Den mest uppmärksammade av dessa var att den nuvarande presidenten Vladimir Putin får möjlighet att ställa upp i nästkommande presidentval. 